# カサブランカ市電

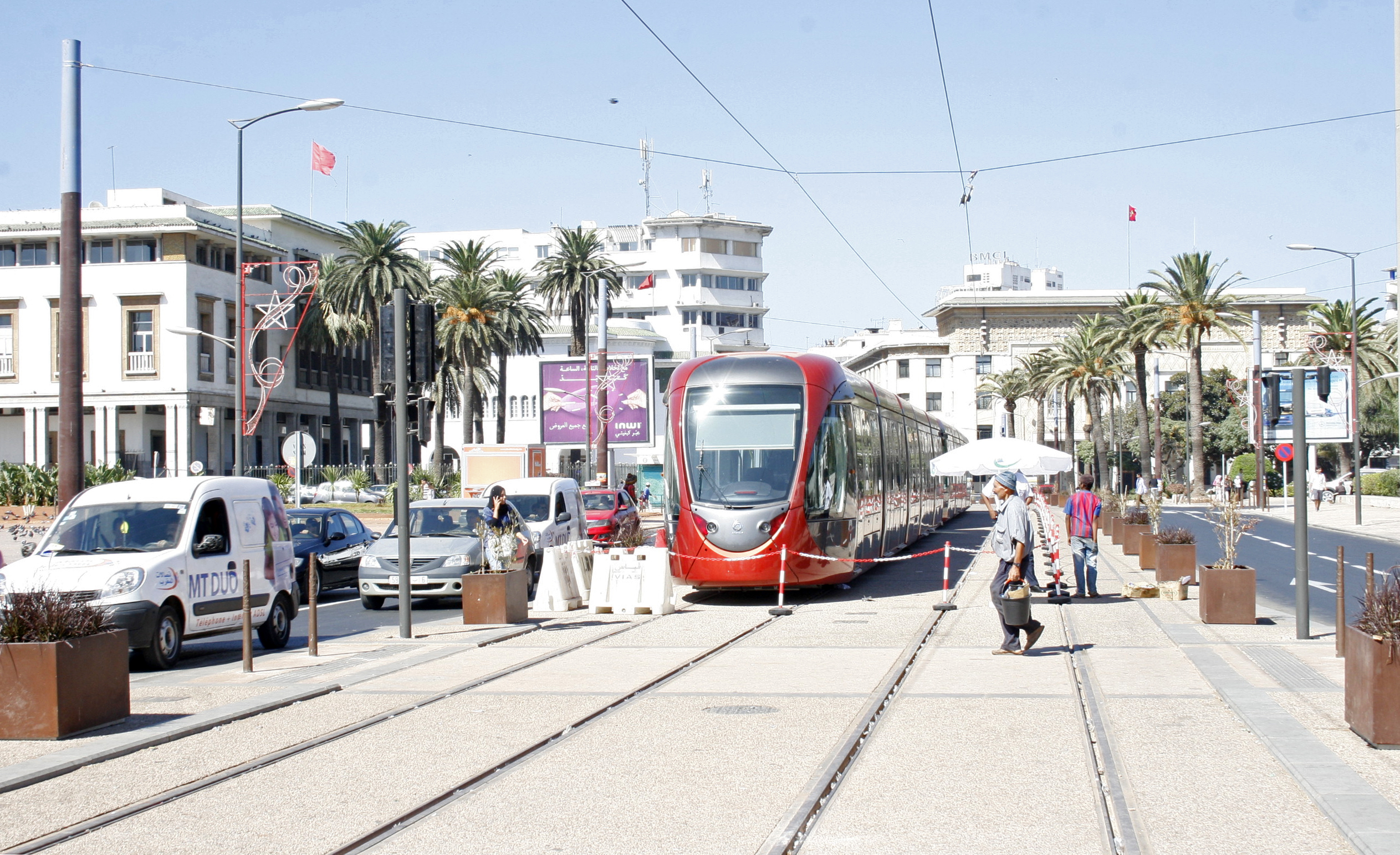
カサブランカ市電

カサブランカ市電（カサブランカしでん、アラビア語:  ترامواي الدار البيضاء - Trāmwāy ad-Dār al-Bayḍā'、フランス語: Tramway de Casablanca）は、モロッコのカサブランカを走る路面電車である。2012年12月11日、モロッコ国王ムハンマド6世により開業式が行われ、フランス首相ジャン＝マルク・エローなどが出席した。開業時の総延長は30キロメートル、48停車場を持つ。

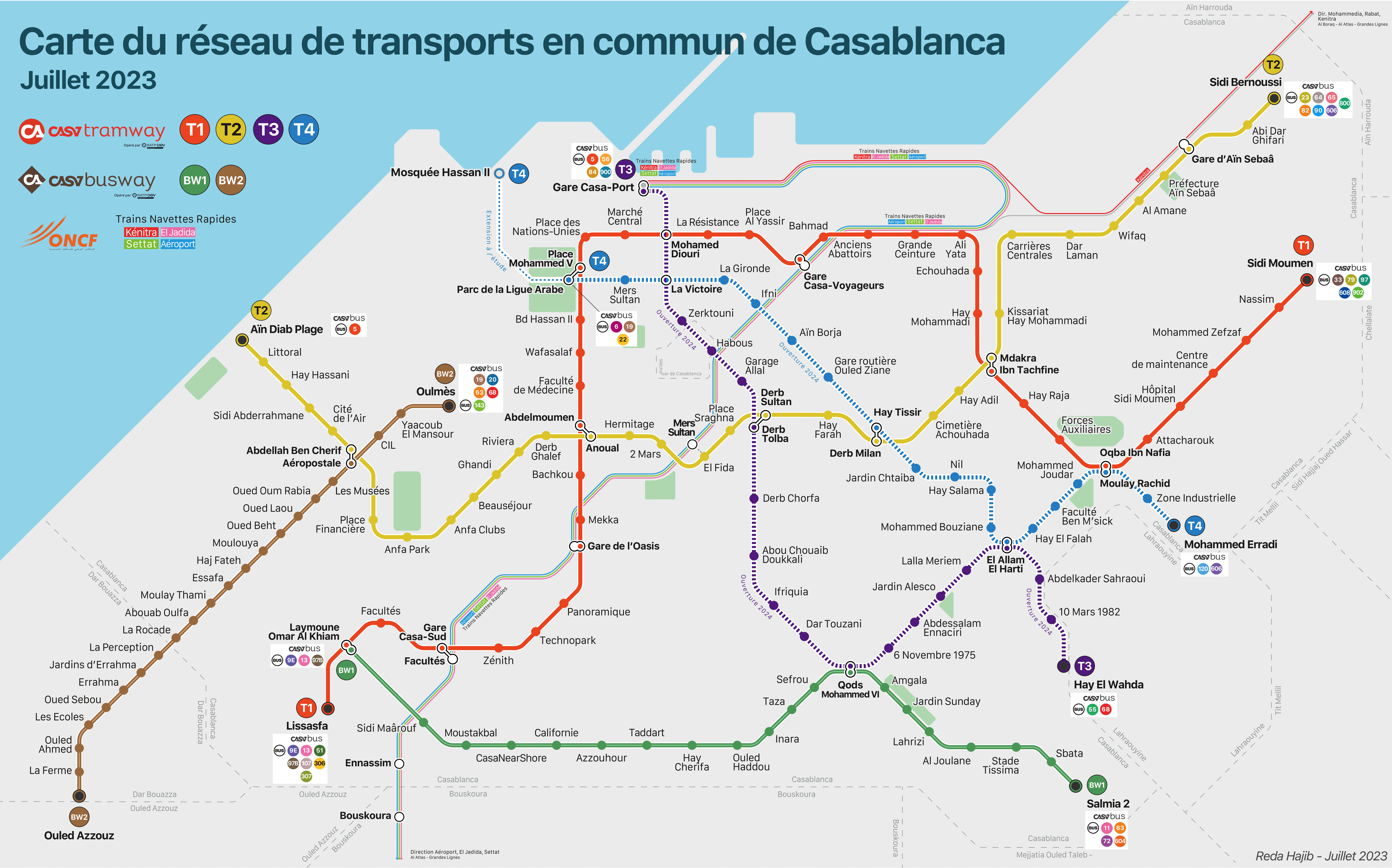
2023年7月時点で開通している路線と今後開通予定の路線の路線図

## 路線
| 路線 | 起点・終点                               | 開業日             | 全長 (km) | 停車駅数 |
| ---- | ---------------------------------------- | ------------------ | --------- | -------- |
|      | Lissasfa ↔ Sidi Moumen                   | 2012年12月12日     | 24        | 37       |
|      | Aïn Diab Plage ↔ Sidi Bernoussi          | 2019年1月23日      | 23        | 33       |
|      | Gare de Casa-Port ↔ Hay El Wahda         | 2024年以降開業予定 | 13.5      | 20       |
|      | Parc de la Ligue Arabe ↔ Mohammed Erradi | 2024年以降開業予定 | 11,5      | 18       |
| 合計 | 合計                                     | 合計               | 72        | 108      |

## 営業中の路線

### T1線
T1線は、2012年12月12日にカサブランカで初の路面電車として開業した。カサブランカ東部のSidi Moumenからカサブランカ中心部を経てカサブランカ南西部のLissasfaに至る24キロメートルの路線である。T1線はカサブランカ中心部にあるカサ・ヴォヤジャー駅で高速鉄道のTGVに接続されている。

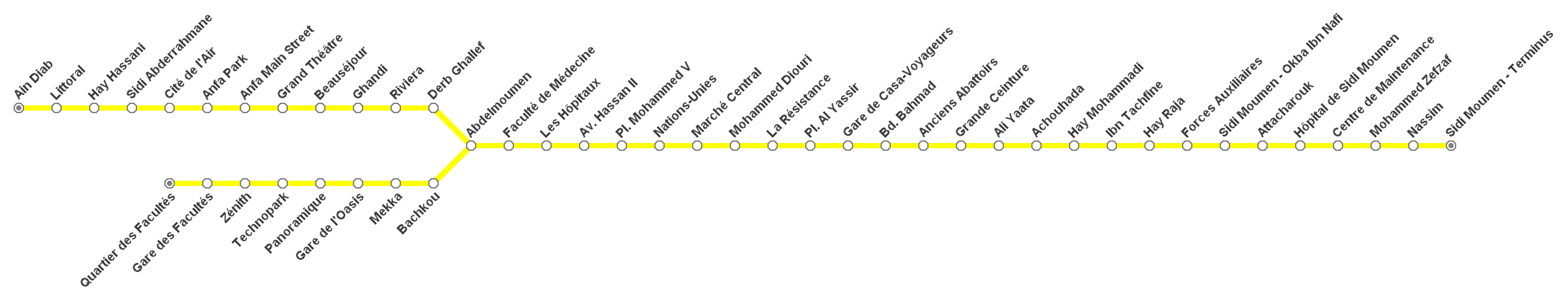
T2線開業以前のT1線の路線図

T1線はAnoualからAin Diabに至る枝線は2019年のT2線開業と共にT2線となった。

### T2線
2019年に2番目に開業した路面電車である。本路線はカサブランカ北西部の海岸のAïn Diabからカサブランカ中部を経てカサブランカ東部のSidi Bernoussiに至る全長23キロメートルの路線である。このうちAïn DiabからAnoualまでの区間は、2012年12月にT1線の枝線としてT2線開業以前から開通していた。またT2線は、Anoual(T1線駅名:Abdelmoumen)とMdakra(T1線駅名:Ibn Tachfine)でT1線に接続されている。

## 営業
EnnassimからQuartier des Facultésまでの想定所要時間は64分、EnnassimからHay Hassaniまでは69分で結ばれる見込みである。交差点における優先度を75%とした場合、商用での平均時速は19キロメートル／時に達すると見込まれる。路面電車は、週日は6時30分から22時まで、週末は6時30分から23時30分まで運行される。運行間隔は、ピーク時は4.5分、平常時は8.5分程度である。ただし、運行に乱れが生じる場合はこの限りではない。
カサブランカ市電を運行するCasa Tramは、パリ交通公団傘下であり、Caisse de dépôt et de gestion（Caisse de dépôt et de gestion）、TransinvestとともにCasa Tramに出資している。RATPは5年間で11億ディルハム（約9千万ユーロ）の契約を結んでいる。

### 保有車両
カサブランカ市電では、フランス・アルストム製のシタディス302を74両保有している。車両はフランス・アルザスのReichshoffen（Reichshoffen）にて組み立てられる。車両は空調を備え、電光掲示板によりアラビア語およびフランス語で案内がされる。列車の長さは全部で65メートルに及び、総括制御により運転するようになっている。車両は低床型で、身体の不自由な者にも利用しやすい作りとなっている。アルストムとの契約には、15年にわたる車両の保守も含まれている。機体の購買および保守、付随するサービスを含めて、総額で1億9千万ユーロの契約を結んでいる。

### 運賃
運賃はモロッコの物価に見合うもので、乗車1回6ディルハムの均一料金である。また、1週間で60ディルハム、1か月で230ディルハムの乗車券もある。学生については1か月150ディルハムの割引定期乗車券がある。

### 利用者数
営業開始後、最初の1か月の利用者数は、平均して1日あたり4万人から4万5千人であった。2015年には1日の利用者数は25万5千人に上ると見込まれている。

## 拡張計画

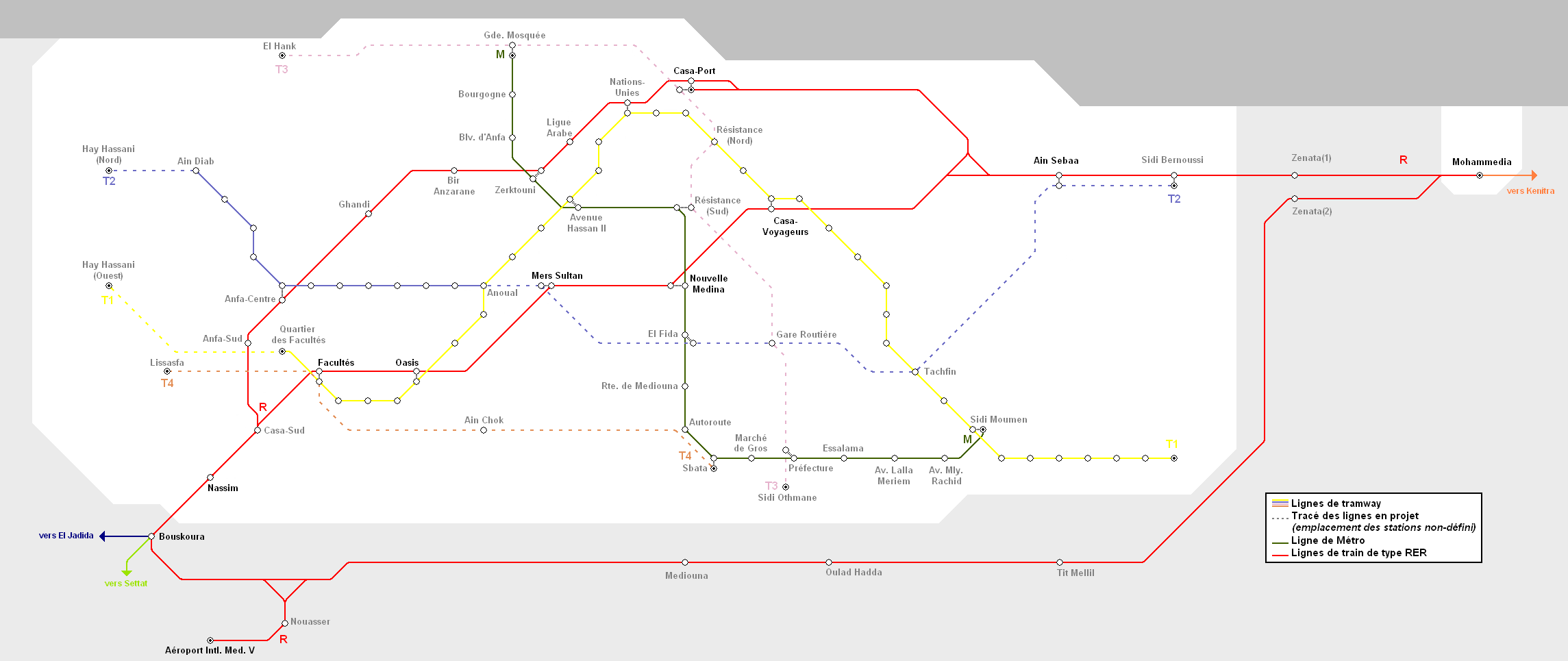
2030年を目標とするカサブランカ市電および地下鉄の計画

基本都市開発計画(SDAU)における、カサブランカ都市圏の都市計画(PDU)では東西2本（T1号線、T2号線）、南北2本の計4本の路面電車が計画されている。これらは、地下鉄や国鉄近郊列車とともに都市交通ネットワークを形成する。

### T3号線およびT4号線
基本都市開発計画(SDAU)および都市計画(PDU)によると、カサブランカ路面電車のT3号線およびT4号線はそれぞれ14キロメートル、13キロメートルの延長を持つとされる。
T3号線はSidi Othmaneから中心街、カサ・ポール駅を経てEl Hankまでを結び、T4号線はSbataからAïn Chock、Facultésを経てLissasfaを結ぶ予定となっている。
2024年1月6日、カサブランカ市電開発会社がT3線とT4線の工事が完了したことを発表し、同年2月19日には試験運行する予定。2024年6月に開通予定。